# Varaville
Varaville est une commune française, située dans le département du Calvados en région Normandie, peuplée de 1 028 habitants (les Varavillais).

## Géographie

### Localisation
Couvrant 1 649 hectares, Varaville est la commune la plus étendue de la Côte Fleurie et parmi les plus vastes du pays d'Auge. Commune du littoral, située entre Cabourg et Merville-Franceville-Plage, elle figure parmi les nombreuses stations balnéaires de la Côte Fleurie. Elle possède deux pôles : le Home, situé en front de mer, et le Bourg, entouré de terres agricoles et des marais de la Dives.
Une plage de trois kilomètres de sable fin est entourée de dunes et bordée de villas historiques. La Manche offre à cet endroit une eau de bonne qualité pour la baignade (classée A).
| Merville-Franceville-Plage                                   | Manche    | Cabourg, Dives-sur-Mer (sur quelques mètres) |
| Gonneville-en-Auge, Bavent (sur quelques dizaines de mètres) | Varaville | Périers-en-Auge                              |
| Petiville                                                    | Bavent    | Brucourt, Goustranville                      |

Le 1er janvier 2017, la commune passe de l'arrondissement de Caen à celui de Lisieux.

### Hydrographie
La commune est située dans le bassin Seine-Normandie. Elle est drainée par la Dives, l'Ancre, la Divette, le Douet du Moulin du Pré, le Etang de la Vieille Rivière, le canal 01 de la Cours du Bac, le cours d'eau 01 du Bac de Varaville, un bras de la Dives, un bras du Grand Flet du Magny, le canal 01 du Lieutenant, le ruisseau Grand Flet du Magny, le fossé 01 de la Hogue au Loup et le fossé 01 de la commune de Varaville,,.
La Dives, d'une longueur de 105 km, prend sa source dans la commune de Gouffern en Auge et se jette  dans la baie de Seine en limite de Cabourg et de Dives-sur-Mer, après avoir traversé 34 communes. 
L'Ancre, d'une longueur de 17 km, prend sa source dans la commune d'Annebault et se jette  dans la Dives sur la commune, après avoir traversé neuf communes. 
La Divette, d'une longueur de 15 km, prend sa source dans la commune de Touffréville et se jette  dans la Dives à Cabourg, après avoir traversé six communes. 

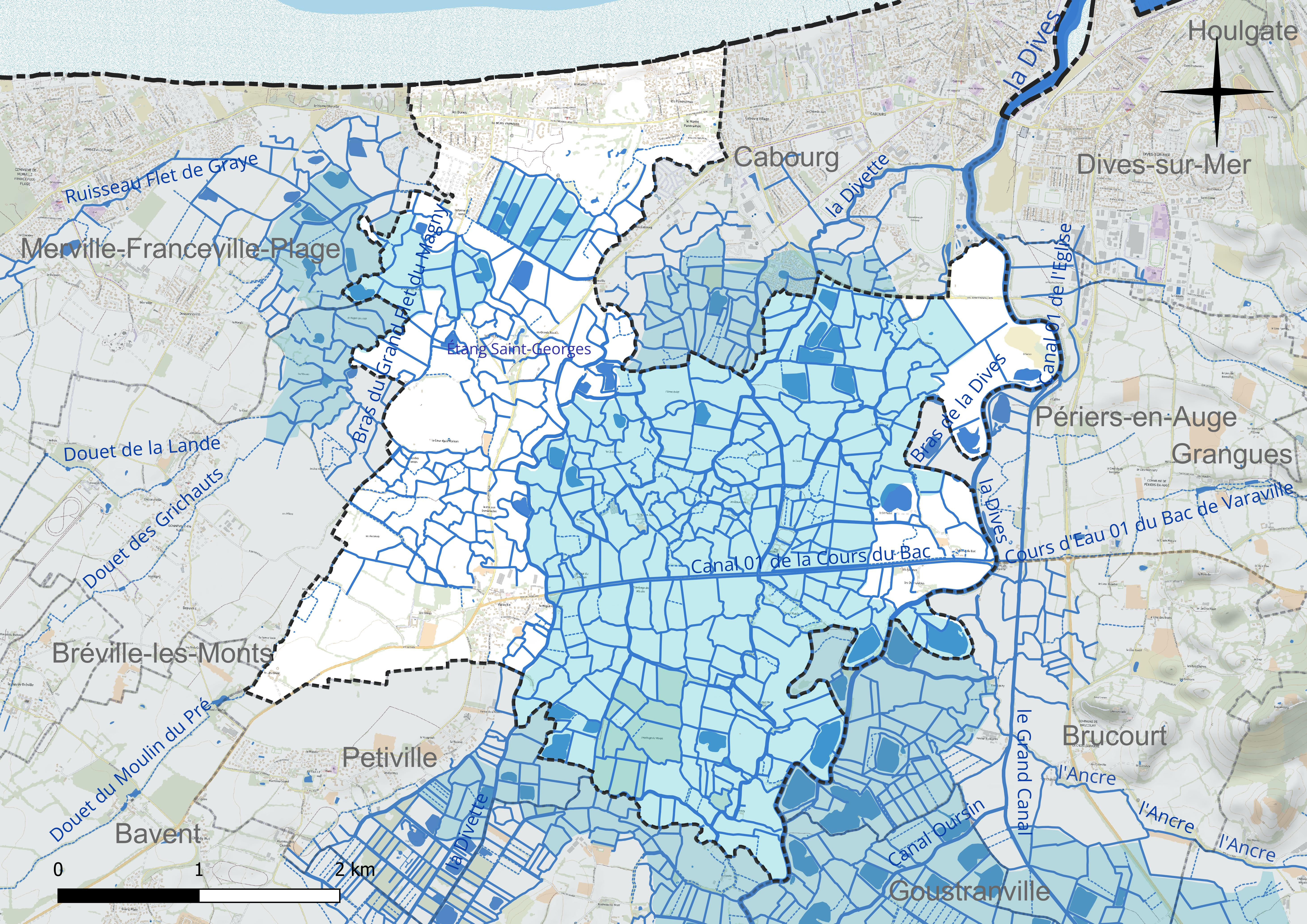
Réseau hydrographique de Varaville.

Un plan d'eau complète le réseau hydrographique : l'étang Saint-Georges (0,3 ha),.

### Climat
Pour des articles plus généraux, voir Climat de la Normandie et Climat du Calvados.
En 2010, le climat de la commune est de type climat océanique altéré, selon une étude du CNRS s'appuyant sur une série de données couvrant la période 1971-2000. En 2020, Météo-France publie une typologie des climats de la France métropolitaine dans laquelle la commune est exposée à un climat océanique et est dans la région climatique  Normandie (Cotentin, Orne), caractérisée par une pluviométrie relativement élevée (850 mm/a) et un été frais (15,5 °C) et venté. Parallèlement le GIEC normand, un groupe régional d'experts sur le climat, différencie quant à lui, dans une étude de 2020, trois grands types de climats pour la région Normandie, nuancés à une échelle plus fine par les facteurs géographiques locaux. La commune est, selon ce zonage, exposée à un « climat des plateaux abrités », correspondant à la plaine agricole de Caen à Falaise, sous le vent des collines de Normandie et proche de la mer, se caractérisant par une pluviométrie et des contraintes thermiques modérées.
Pour la période 1971-2000, la température annuelle moyenne est de 10,9 °C, avec  une amplitude thermique annuelle de 12 °C. Le cumul annuel moyen de précipitations est de 705 mm, avec 11,1 jours de précipitations en janvier et 7,4 jours en juillet. Pour la période 1991-2020, la température moyenne annuelle observée sur la station météorologique la plus proche, située sur la commune de Sallenelles à 6 km à vol d'oiseau, est de 11,8 °C et le cumul annuel moyen de précipitations est de 735,8 mm,. Pour l'avenir, les paramètres climatiques de la commune estimés pour 2050 selon différents scénarios d'émission de gaz à effet de serre sont consultables sur un site dédié publié par Météo-France en novembre 2022.

## Urbanisme

### Typologie
Au 1er janvier 2024, Varaville est catégorisée commune rurale à habitat dispersé, selon la nouvelle grille communale de densité à 7 niveaux définie par l'Insee en 2022.
Elle appartient à l'unité urbaine de Dives-sur-Mer, une agglomération intra-départementale dont elle est une commune de la banlieue,. Par ailleurs la commune fait partie de l'aire d'attraction de Caen, dont elle est une commune de la couronne,. Cette aire, qui regroupe 296 communes, est catégorisée dans les aires de 200 000 à moins de 700 000 habitants,.
La commune, bordée par la baie de Seine, est également une commune littorale au sens de la loi du 3 janvier 1986, dite loi littoral. Des dispositions spécifiques d'urbanisme s'y appliquent dès lors afin de préserver les espaces naturels, les sites, les paysages et l'équilibre écologique du littoral, tel le principe d'inconstructibilité, en dehors des espaces urbanisés, sur la bande littorale des 100 mètres, ou plus si le plan local d'urbanisme le prévoit.

### Occupation des sols
L'occupation des sols de la commune, telle qu'elle ressort de la base de données européenne d'occupation biophysique des sols Corine Land Cover (CLC), est marquée par l'importance des territoires agricoles (84,4 % en 2018), en diminution par rapport à 1990 (88,6 %). La répartition détaillée en 2018 est la suivante : 
prairies (78,9 %), zones urbanisées (7,3 %), terres arables (5,4 %), espaces verts artificialisés, non agricoles (4,2 %), forêts (2,4 %), eaux continentales (1,4 %), espaces ouverts, sans ou avec peu de végétation (0,3 %), zones agricoles hétérogènes (0,1 %). L'évolution de l'occupation des sols de la commune et de ses infrastructures peut être observée sur les différentes représentations cartographiques du territoire : la carte de Cassini (XVIIIe siècle), la carte d'état-major (1820-1866) et les cartes ou photos aériennes de l'IGN pour la période actuelle (1950 à aujourd'hui).

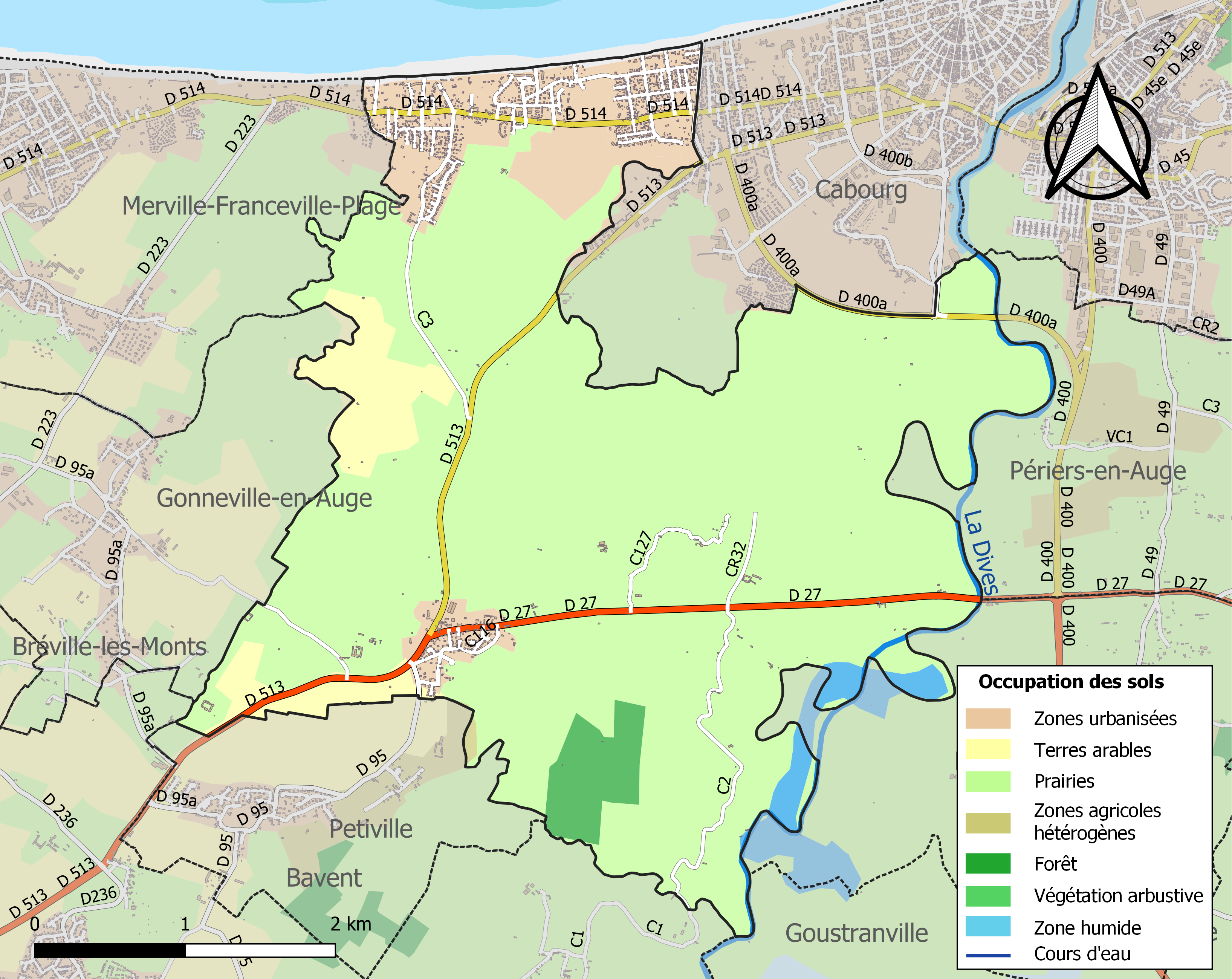
Carte des infrastructures et de l'occupation des sols de la commune en 2018 (CLC).

## Toponymie
Le nom de la localité est attesté sous les formes [Willelmus de] Warachvilla (sans date) ; Waravilla en 1106 - 1118 ; Waraville en 1155 (Wace, Roman de Rou, vers 2881) ; Warevile, Wareville en 1160 (Benoît de Sainte-Maure) ; Varrevilla en 1190 (charte d'Aunay, n° 12) ; Waravilla au XIIIe siècle (cartulaire de Troarn)) ; Varavilla en 1230 (charte de fondation de l'abbaye Saint-Martin de Troarn),.
Il s'agit d'une formation toponymique médiévale en -ville au sens ancien de « domaine rural ». Le premier élément Vara- représente un anthroponyme selon le cas général. François de Beaurepaire propose d'y reconnaître le nom de personne germanique Waracco (cité par Marie-Thérèse Morlet, NPAG I 218) que l'on retrouve dans le hameau de Montvarat (Calvados, Le Mesnil-au-Grain, [Willelmus de] Monte Varac 1252).
Albert Dauzat cite une forme Waretvilla de 1049 - 1058 sans référence et qui n'apparaît pas dans le Dictionnaire topographique du département du Calvados. Il propose le nom de personne germanique Warat, forme reprise par René Lepelley qui latinise en Waratus. Or cette forme s'applique à Saint-Germain-de-Varreville (Manche).
Remarque : dans Waraville, W- se prononce d'abord [w], puis est régulièrement passé à [v] à partir du XIIe siècle, évolution phonétique qui caractérise le normand septentrional. Elle est généralement notée V / v de nos jours.

## Histoire

### Moyen Âge
Au IXe siècle, des incursions scandinaves se produisent, favorisées par la proximité de l'estuaire de la Dives. Certains s'y sédentarisent rapidement. Un chef danois, Harald, tente à son tour de s'en emparer, mais brièvement.
En juillet 945, une rencontre décisive eut lieu dans les marais de Varaville, entre les troupes du roi des Francs Louis IV d'Outremer qui avaient envahis la Normandie, et une coalition des troupes du duc de Normandie Richard, du duc des Francs Hugues le Grand, et des drakkars d'Harold le Danois, installé à Cherbourg par Guillaume, qui rallièrent dans l'embouchure de la Dives le rassemblement des troupes du Cotentin et des ducs Richard et Hugues. Les Français furent mis en déroute, le roi Louis, fait prisonnier, fut livré à Hugues le Grand, qui le libéra en juillet 946 et Herluin de Montreuil mourut dans le combat.
En 1027, eu lieu une autre bataille.

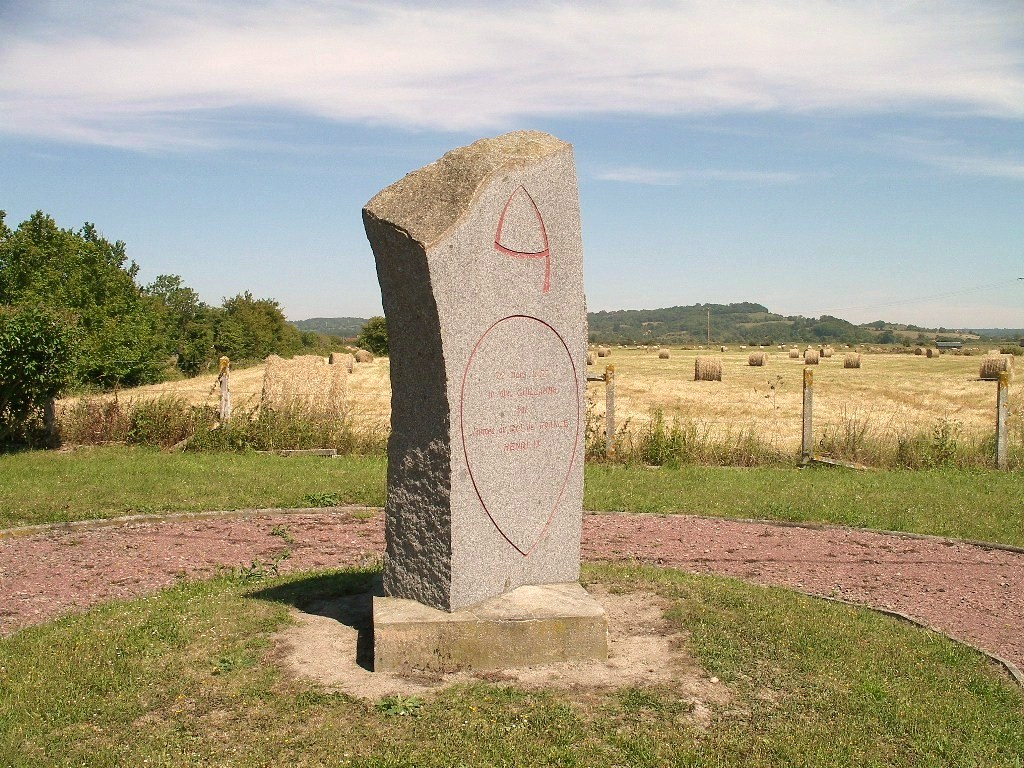
Stèle commémorative de la bataille de Varaville.

Le marais qui s'étend à l'est de Varaville a été le théâtre d'une bataille en 1057 entre le duc de Normandie Guillaume, et le roi des Francs Henri Ier.
À l'époque, deux seigneurs, le comte Geoffroy II d'Anjou et le duc de Normandie Guillaume, sont en forte rivalité. Le roi de France soutient tantôt l'un, tantôt l'autre, afin de contenir leur puissance grandissante. Après avoir aidé le duc Guillaume à reprendre Alençon et Domfront au comte d'Anjou, le roi de France se retourne contre Guillaume et mène quelques incursions en Normandie.
En 1054, le roi attaque la Normandie au sud. Le frère du roi est défait à Mortemer.
Trois ans plus tard, des troupes françaises commandées cette fois-ci par le roi Henri Ier en personne, remontent du sud en direction de Caen en Normandie. L'armée royale pille le pays, mais ne peut affronter les Normands qui, à quelques centaines contre des milliers, se dérobent. Le roi décide de faire route vers l'est sans doute pour prendre Rouen. Le 22 mars 1057, l'avant garde de l'armée, où se trouve le roi, atteint la rive est de la vallée alors que son arrière-garde, se trouvant encore à trois kilomètres, se fait attaquer par les Normands commandés par Guillaume qui ont attaqué par surprise en empruntant notamment un gué au travers des marais. Il s'ensuit une déroute totale de l'armée française laquelle, cernée par les Normands, les marécages au sud et la mer au nord, ne peut s'enfuir. Des hauteurs de Bassebourg, le roi Henri Ier observe impuissant sa défaite. Il ne s'en remettra pas et mourra trois ans plus tard dans la peine.
La puissance continentale du duc de Normandie fut définitivement acquise lors de cette bataille qui eut lieu non loin de Croissanville.
C'est toujours au nord de ce même endroit que neuf ans plus tard, la flotte normande sera rassemblée dans l'estuaire de la Dives pour la conquête de l'Angleterre, après une escale dans la baie de Somme.
Des marais salants ont existé au Home. Mais au XIVe siècle, à la suite de vexations des commis de la gabelle, ils cessent d'être exploités. Certaines de ces salines avaient appartenu à des abbayes normandes.

### Époque contemporaine
La Belle Époque
L'apparition du chemin de fer et la mode des stations balnéaires permettent au Home de renaître. Là où se trouvaient des « dunes à lapins », au nord de la commune, un lotissement permet la construction de quelques belles demeures. Mais l'isolement relatif (le Home n'étant pas desservi par une ligne de chemin de fer classique mais par les tramways des chemins de fer du Calvados) et le manque d'animations ne permettront jamais au Home de devenir une station familiale, comme Merville-Franceville-Plage ou Cabourg). Le Home ne vit qu'en saison, l'été, et s'endort l'hiver.
L'entre-deux-guerres
Un préventorium est créé dans l'ancien grand hôtel, qui accueille des enfants susceptibles de développer la tuberculose. Ce site, appartenant à la clinique Saint-Joseph de Caen, fonctionne grâce à des sœurs de l'ordre de Saint-Vincent-de-Paul, acquiert vite une certaine renommée, qui fait que la plage du Home bénéficie d'une réputation croissante.
La Seconde Guerre mondiale
Les autorités allemandes font évacuer le Home en mars 1944, afin d'avoir une zone dégagée face à la Manche pour déceler et empêcher toute tentative de débarquement allié. De petits bunkers avaient été construits dans les dunes, face à la mer. Les familles des fermes isolées ou des marais sont évacuées pour permettre d'inonder la zone conformément aux ordres de Rommel. Ses inondations sont destinées à gêner des parachutages alliés. La plupart des arbres sont abattus pour ériger les asperges de Rommel. Lors des mois de juin et de juillet 1944, la proximité du front (Sword Beach) vers Merville-Franceville-Plage fait que la plupart des maisons et des infrastructures du Home ou du bourg sont très endommagées, voire détruites, souvent pillées. Certaines sont vandalisées par l'occupant. Le bourg est libéré le 6 juin 1944 par les parachutistes anglo-canadiens de la 6th Airborne Division qui subissent de lourdes pertes, mais il est réoccupé dès le lendemain par les Allemands. Dans l'immédiate après-guerre, des prisonniers de guerre allemands, du camp de prisonniers de la Grâce de Dieu, près de Fleury-sur-Orne, sont employés pour nettoyer et déminer la zone. L'église est relevée à son emplacement, dans le bourg, alors que la mairie de Varaville est édifiée au Home.

## Politique et administration

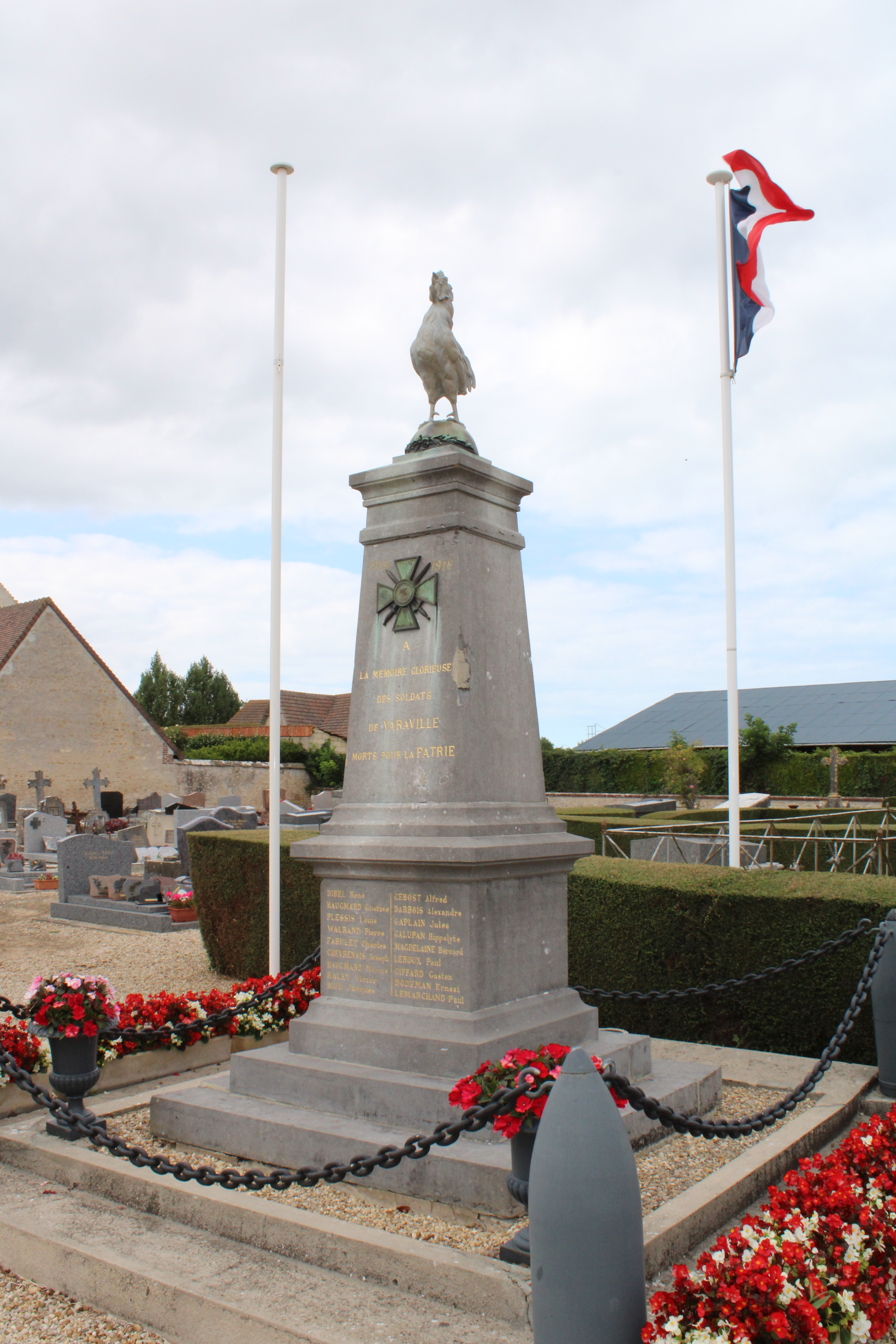
Le monument aux morts.

Le conseil municipal est composé de quinze membres dont le maire et quatre adjoints.

## Démographie
L'évolution du nombre d'habitants est connue à travers les recensements de la population effectués dans la commune depuis 1793. Pour les communes de moins de 10 000 habitants, une enquête de recensement portant sur toute la population est réalisée tous les cinq ans, les populations de référence des années intermédiaires étant quant à elles estimées par interpolation ou extrapolation. Pour la commune, le premier recensement exhaustif entrant dans le cadre du nouveau dispositif a été réalisé en 2005.
En 2022, la commune comptait 1 028 habitants, en évolution de +7,53 % par rapport à 2016 (Calvados : +1,58 %, France hors Mayotte : +2,11 %).
| 1793 | 1800 | 1806 | 1821 | 1831 | 1836 | 1841 | 1846 | 1851 |
| ---- | ---- | ---- | ---- | ---- | ---- | ---- | ---- | ---- |
| 186  | 276  | 319  | 320  | 254  | 263  | 292  | 310  | 292  |

| 1856 | 1861 | 1866 | 1872 | 1876 | 1881 | 1886 | 1891 | 1896 |
| ---- | ---- | ---- | ---- | ---- | ---- | ---- | ---- | ---- |
| 309  | 297  | 311  | 261  | 247  | 250  | 252  | 289  | 319  |

| 1901 | 1906 | 1911 | 1921 | 1926 | 1931 | 1936 | 1946 | 1954 |
| ---- | ---- | ---- | ---- | ---- | ---- | ---- | ---- | ---- |
| 320  | 341  | 366  | 424  | 488  | 561  | 524  | 397  | 570  |

| 1962 | 1968 | 1975 | 1982 | 1990 | 1999 | 2005 | 2006 | 2010 |
| ---- | ---- | ---- | ---- | ---- | ---- | ---- | ---- | ---- |
| 461  | 511  | 595  | 729  | 826  | 815  | 774  | 767  | 888  |

| 2015 | 2020  | 2022  | - | - | - | - | - | - |
| ---- | ----- | ----- | - | - | - | - | - | - |
| 960  | 1 019 | 1 028 | - | - | - | - | - | - |

## Culture locale et patrimoine

### Lieux et monuments
- Le manoir dit « Cour de la Maison », du XVIe siècle, partiellement inscrit au titre des monuments historiques[52].
- Vestiges d'une motte féodale, à l'ouest de l'église, au bord de la route de Caen[53].
- L'église Saint-Germain de Varaville date de la reconstruction.
- La chapelle Saint-Joseph du Hôme en briques et calcaire du XIXe siècle.
- Très rare modèle subsistant des maisons préfabriquées de type bungalow U.K.100.
- Ancienne station du tramway des chemins de fer du Calvados au Home.

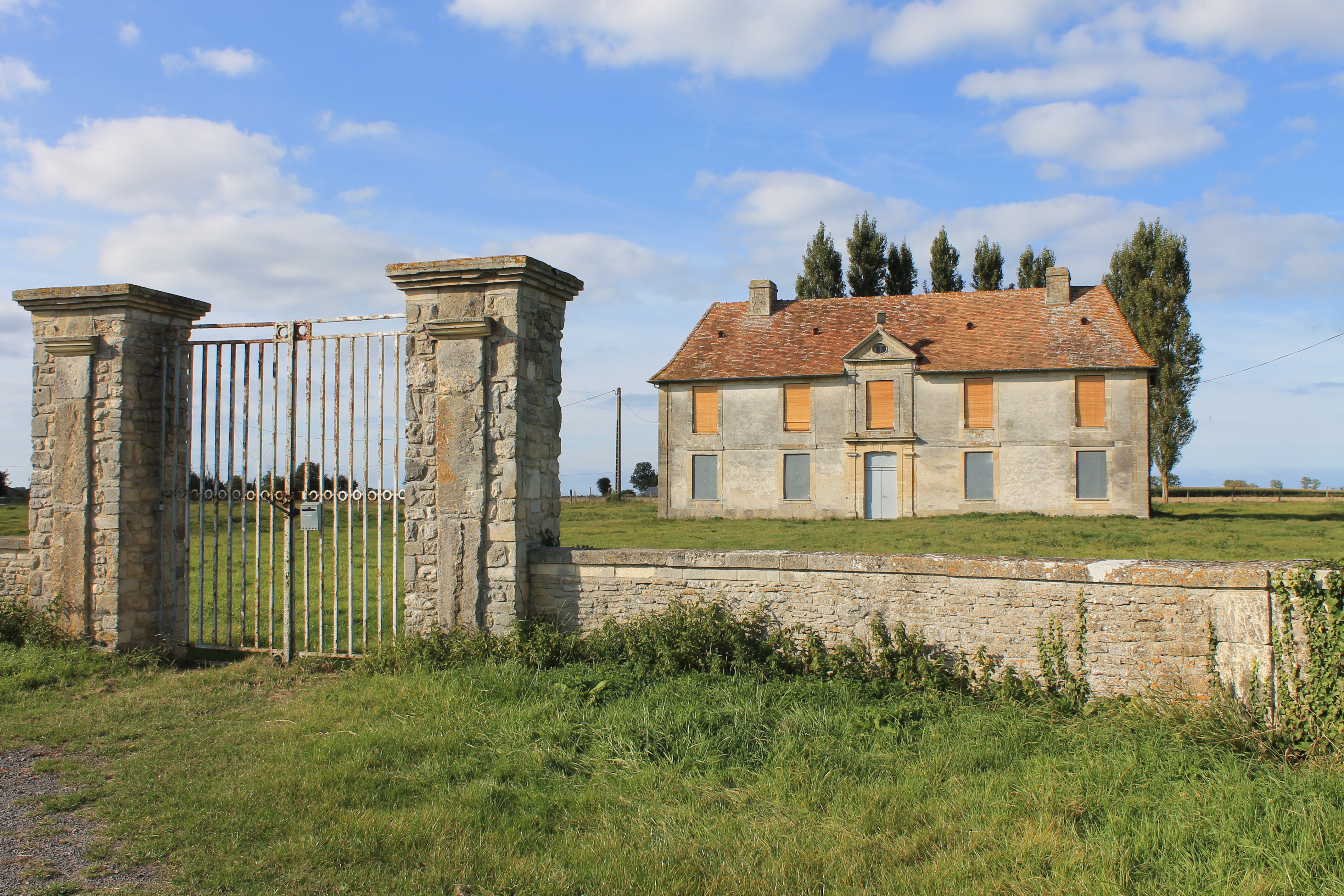
Le manoir dit « Cour de la Maison ».
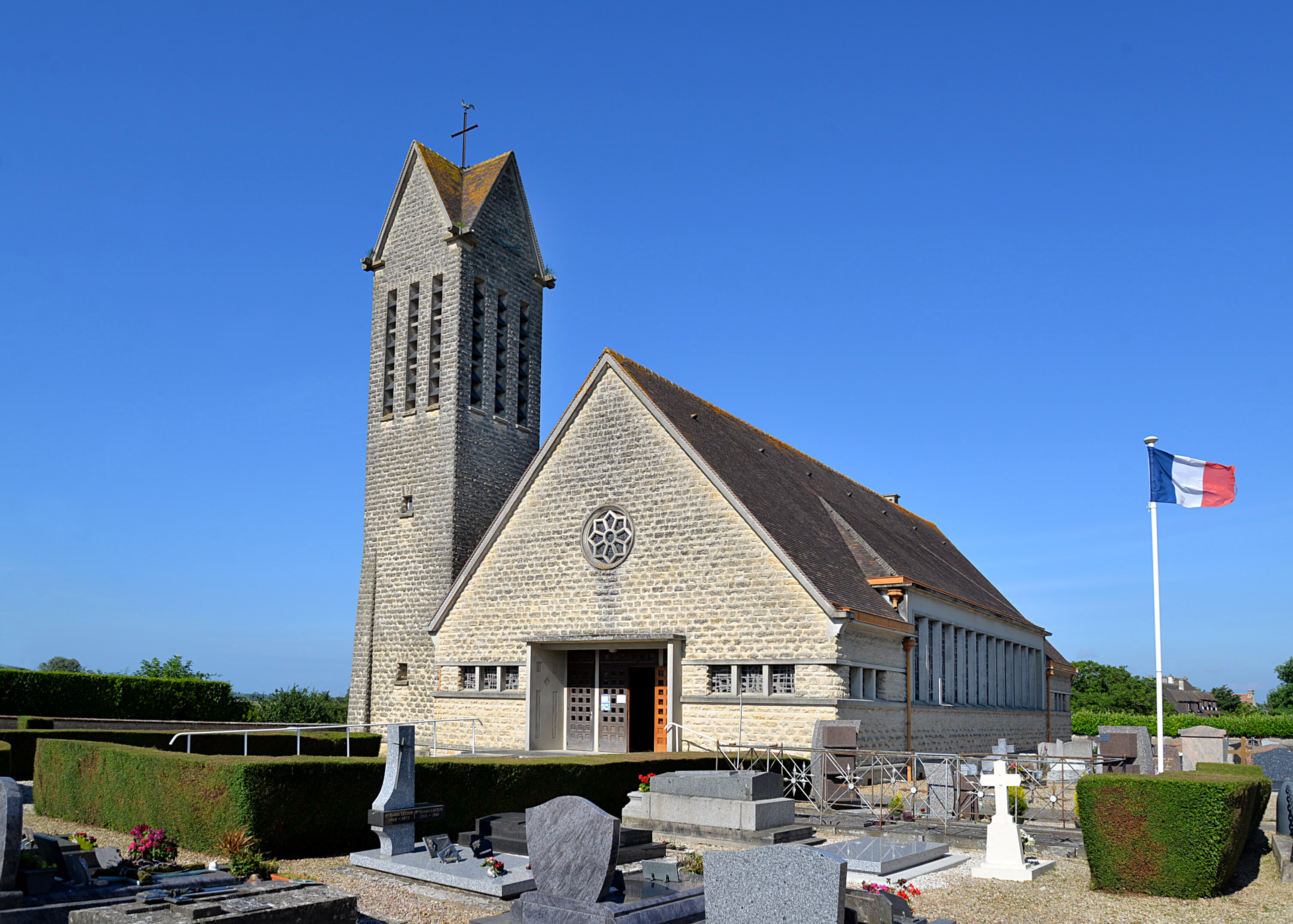
L'église Saint-Germain.
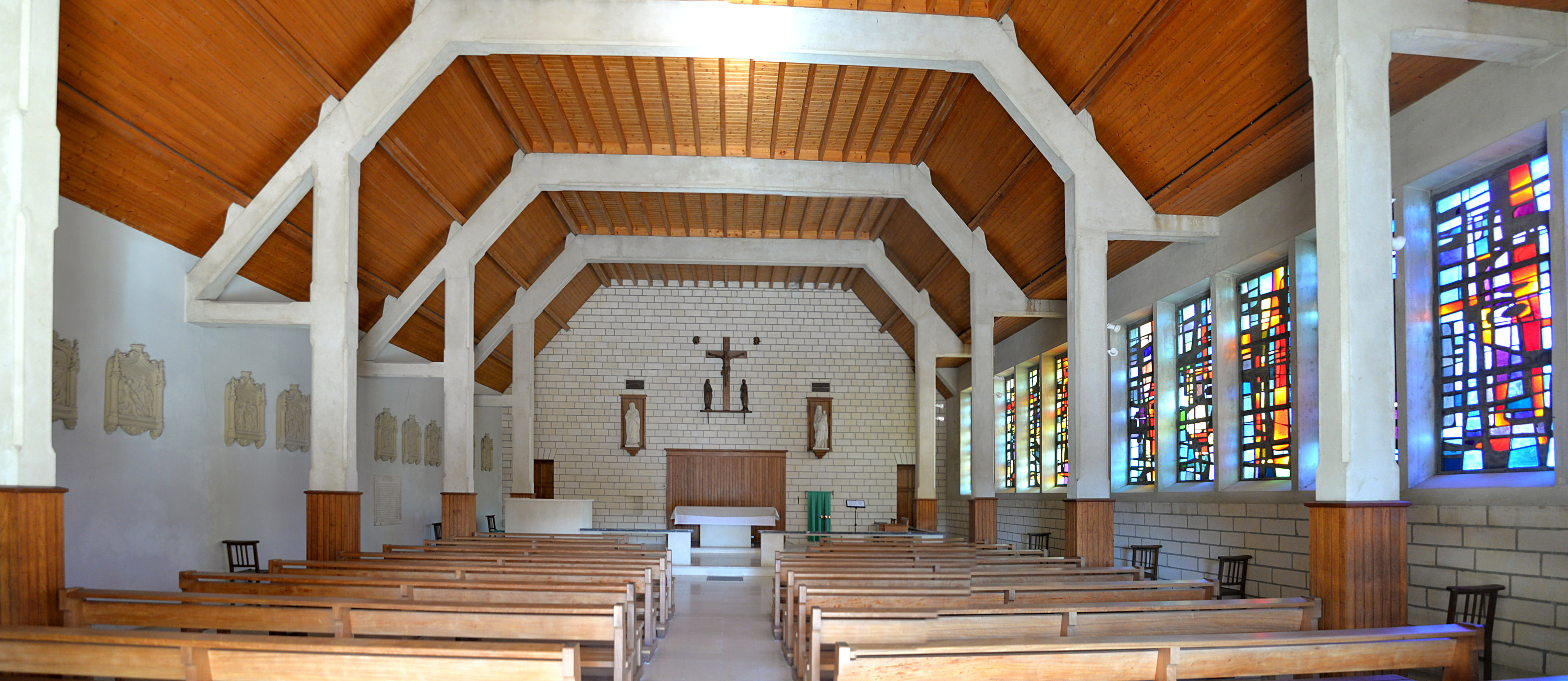
La nef de l'église Saint-Germain.
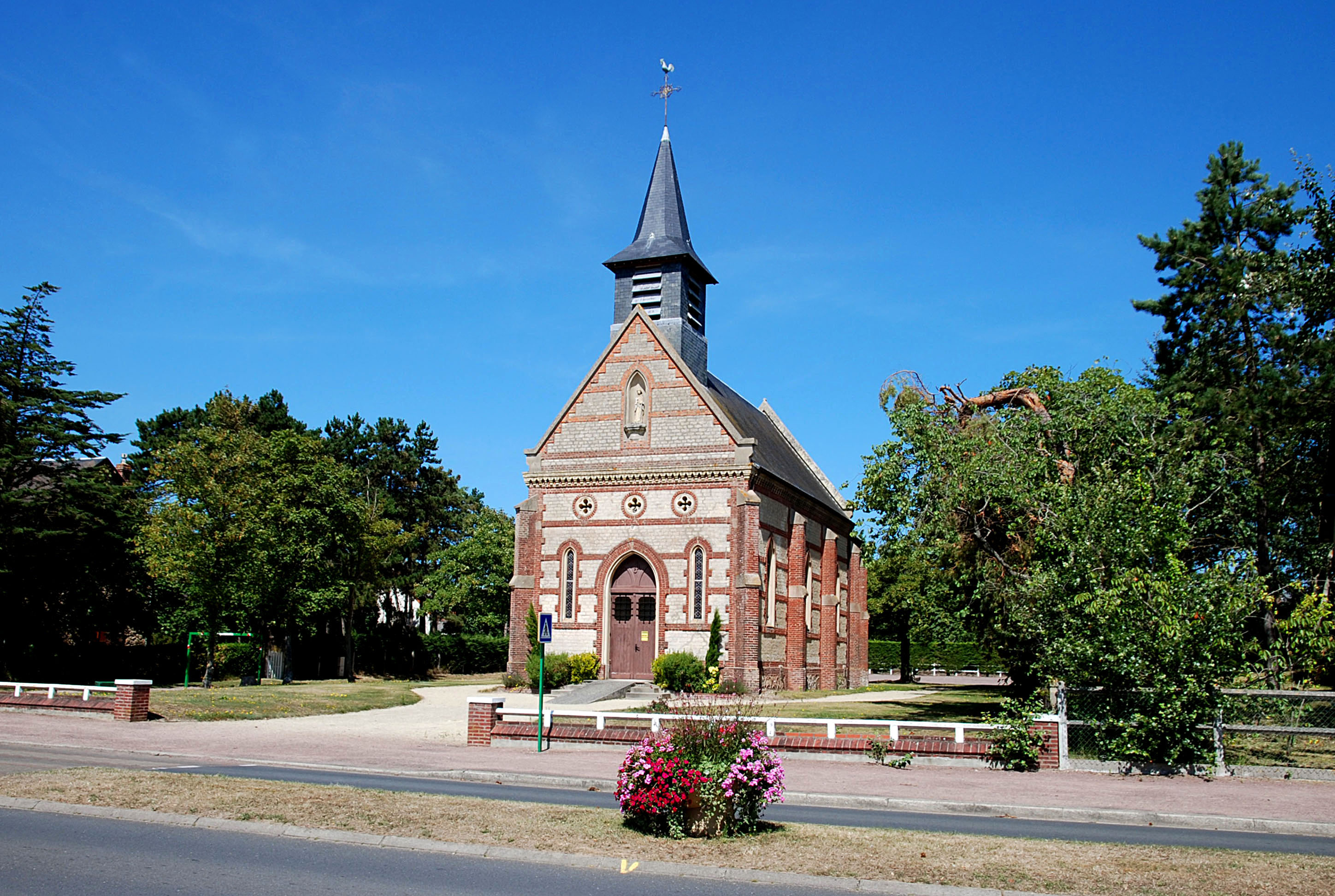
La chapelle Saint-Joseph au Home.
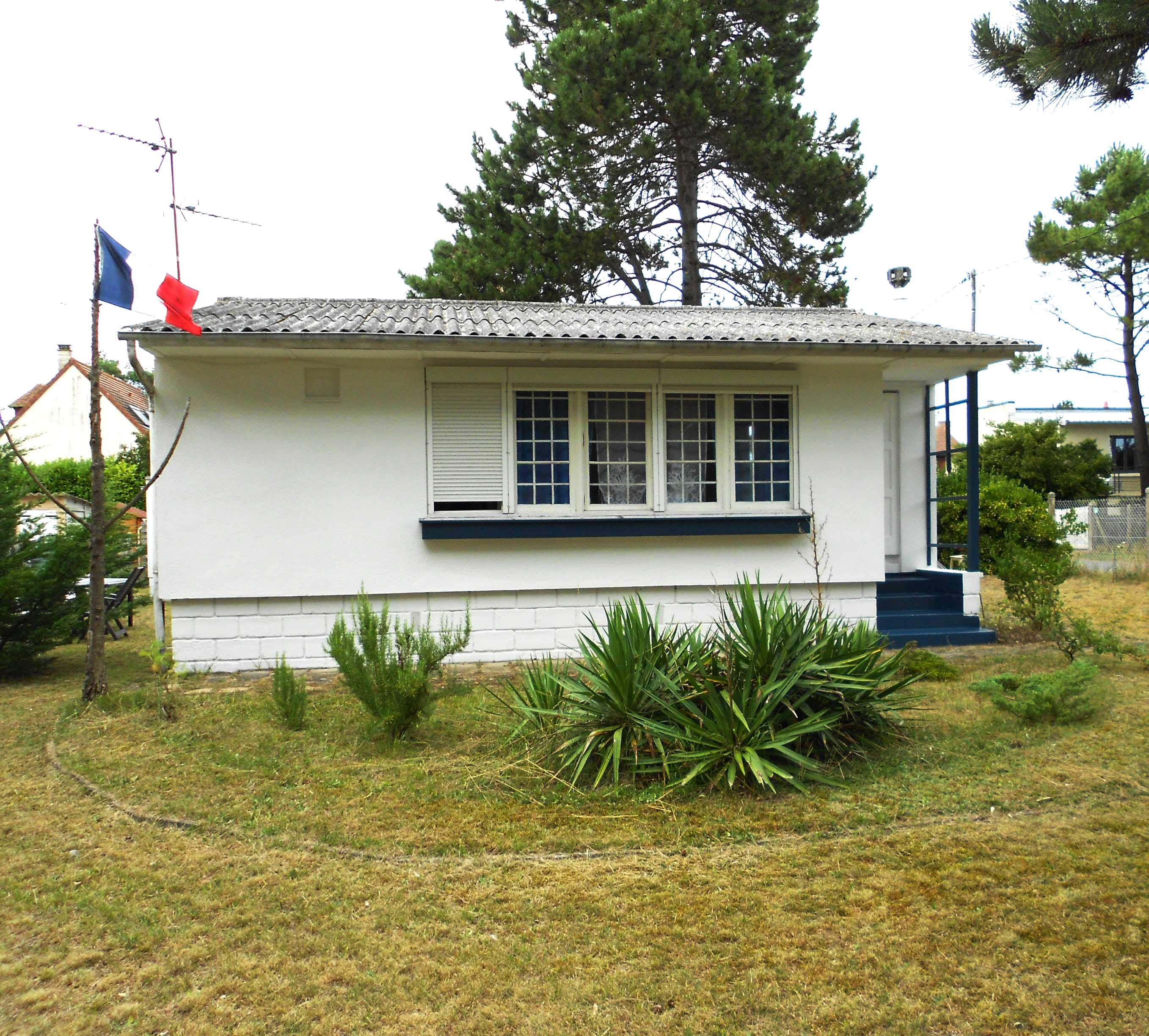
Maisons préfabriquées de type bungalow U.K.100.
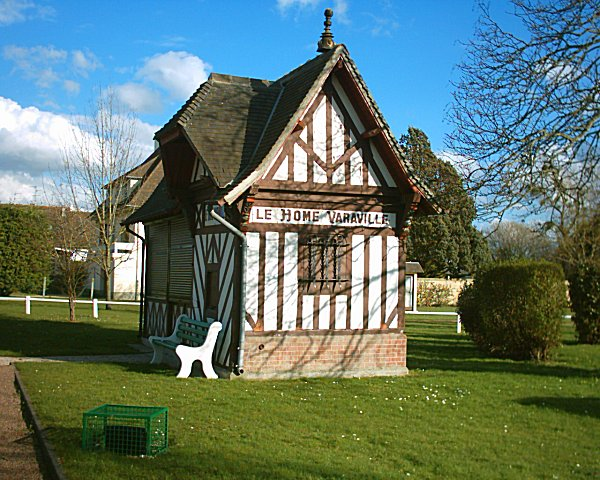
Ancienne station de tramway.
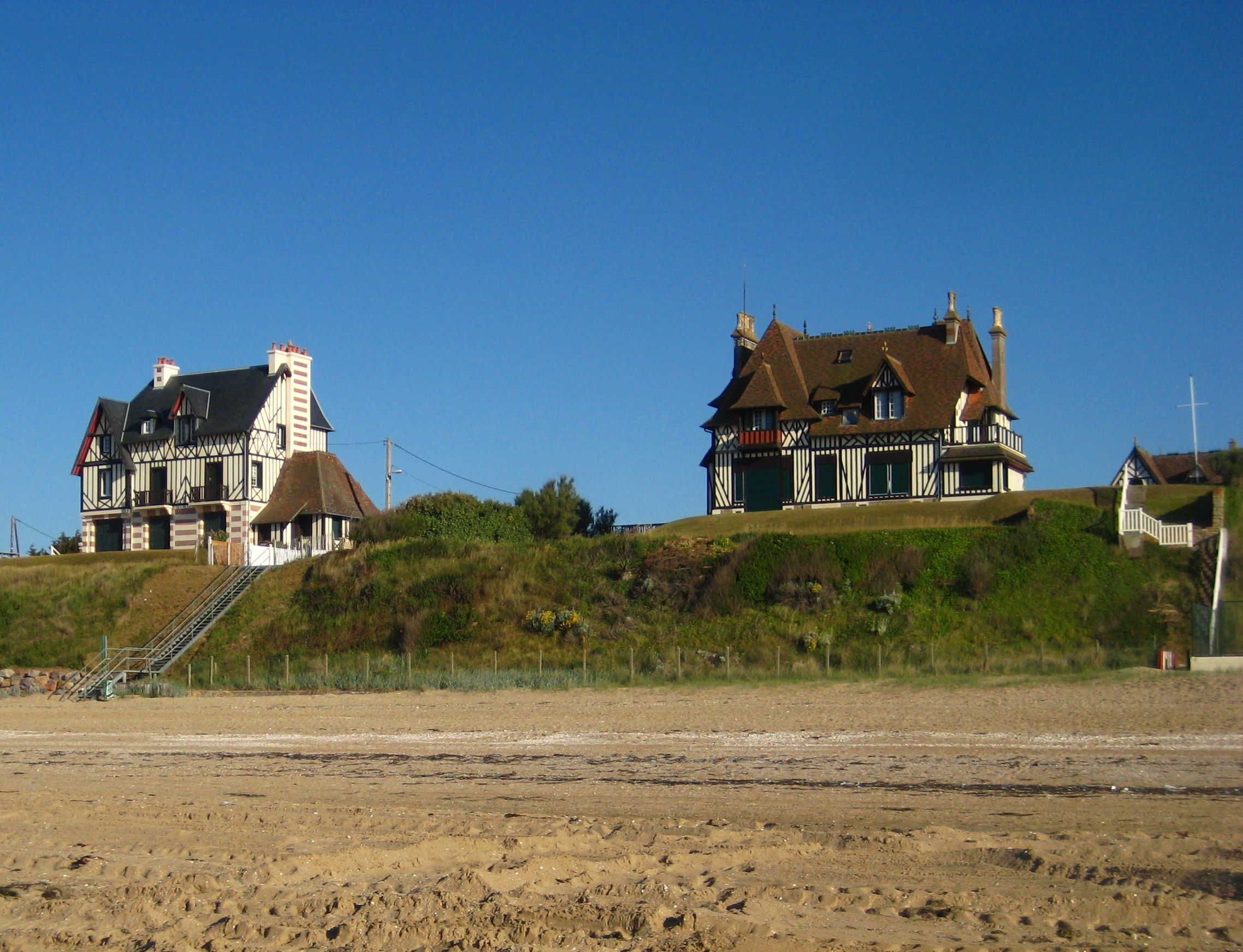
Villas du front de mer au Home.

### Patrimoine naturel
- Le marais de Varaville est une zone naturelle d'intérêt écologique, faunistique et floristique[54].
- Vingt kilomètres de chemins dans les marais de la Dives à travers les prairies mènent à la rencontre de chevaux et vaches mais aussi hérons et cigognes.

### Activité et manifestations
Sur la commune se trouvent un golf 18 trous, des étangs de pêche et un centre équestre. En été, expositions de peintures ou de photos, randonnées pédestres, animations et soirées sont organisées.
L'Association sportive du Hôme-Varaville a fait évoluer une équipe de football en divisions de district.

### Personnalités liées à la commune
- Guillaume le Conquérant.
- Henri Ier de France.

### Héraldique, logo et devise

#### Héraldique
| Blason de Varaville | Blason  | De gueules à deux léopards d'or l'un au-dessus de l'autre.                                           |
| Blason de Varaville | Détails | Armoiries identiques aux armoiries de la Normandie. Le statut officiel du blason reste à déterminer. |